# Chodská Úhlava
Chodská Úhlava je levostranný přítok Úhlavy. Délka toku činí 17,0 km Plocha povodí měří 79,9 km².

## Průběh toku
Pramení v Královském hvozdu ve výšce 1000 m n. m., do Úhlavy ústí u Úborska v 427 m n. m. Má délku 17,0 km. Na začátku svého toku tvoří česko-německou hranici.

### Větší přítoky
- Flekovský potok, zleva, ř. km 8,0[3]
- Chudenínský potok, zleva, ř. km 4,5[3]
- Andělice, zleva, ř. km 0,5[4]

## Vodní režim
Průměrný průtok Chodské Úhlavy u ústí činí 0,74 m³/s.

## Galerie

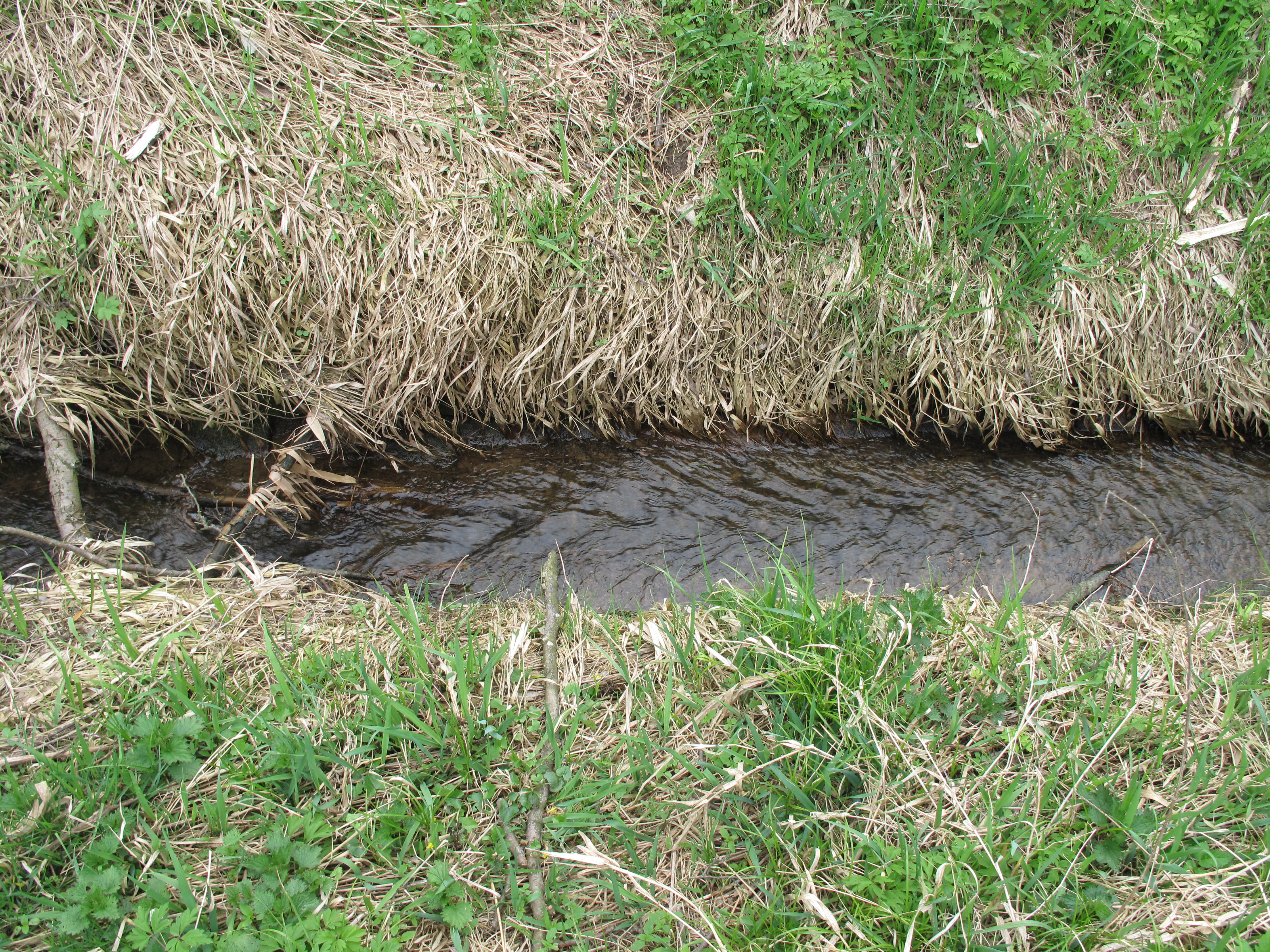
Koryto řeky
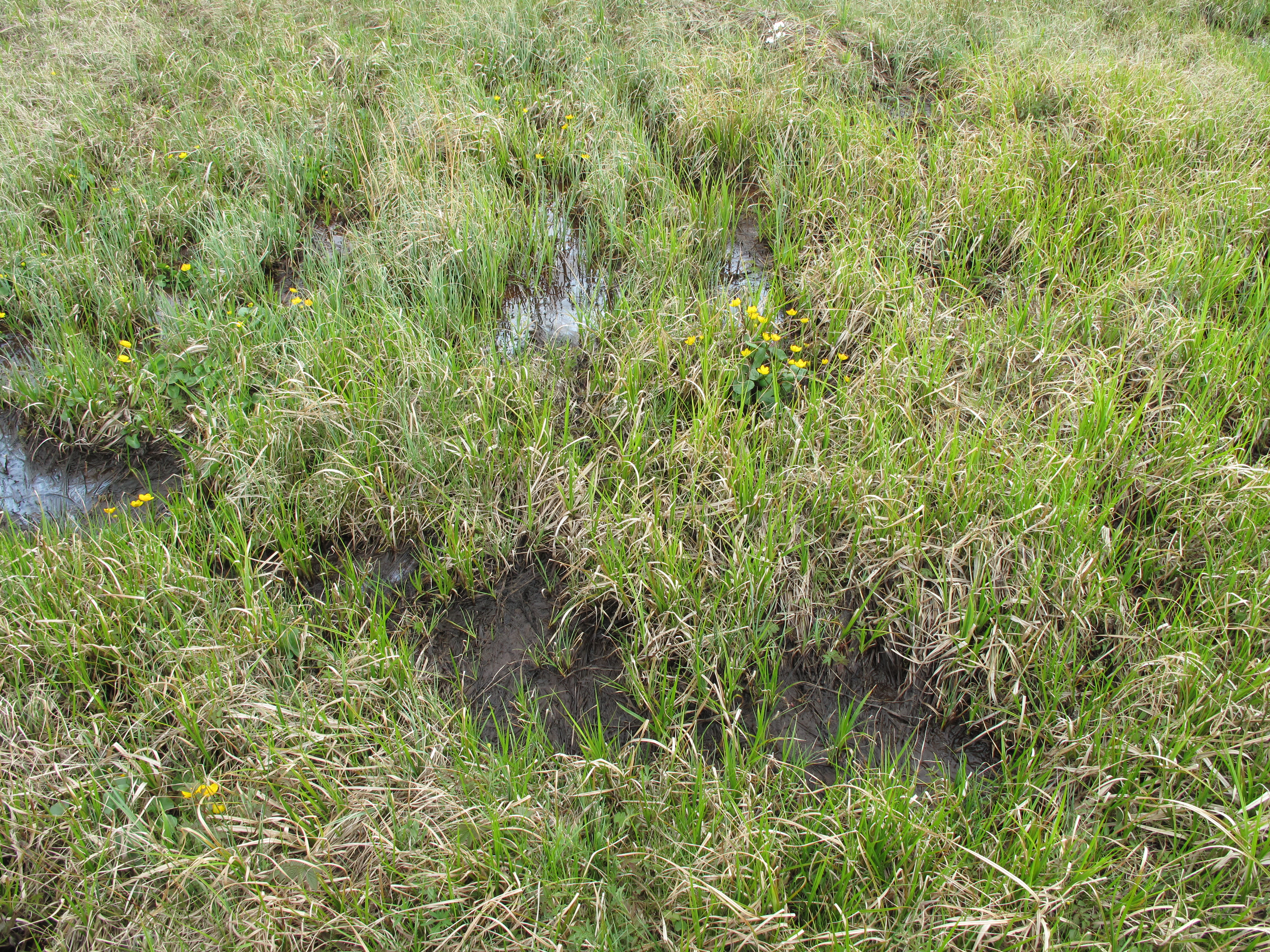
Okolí řeky
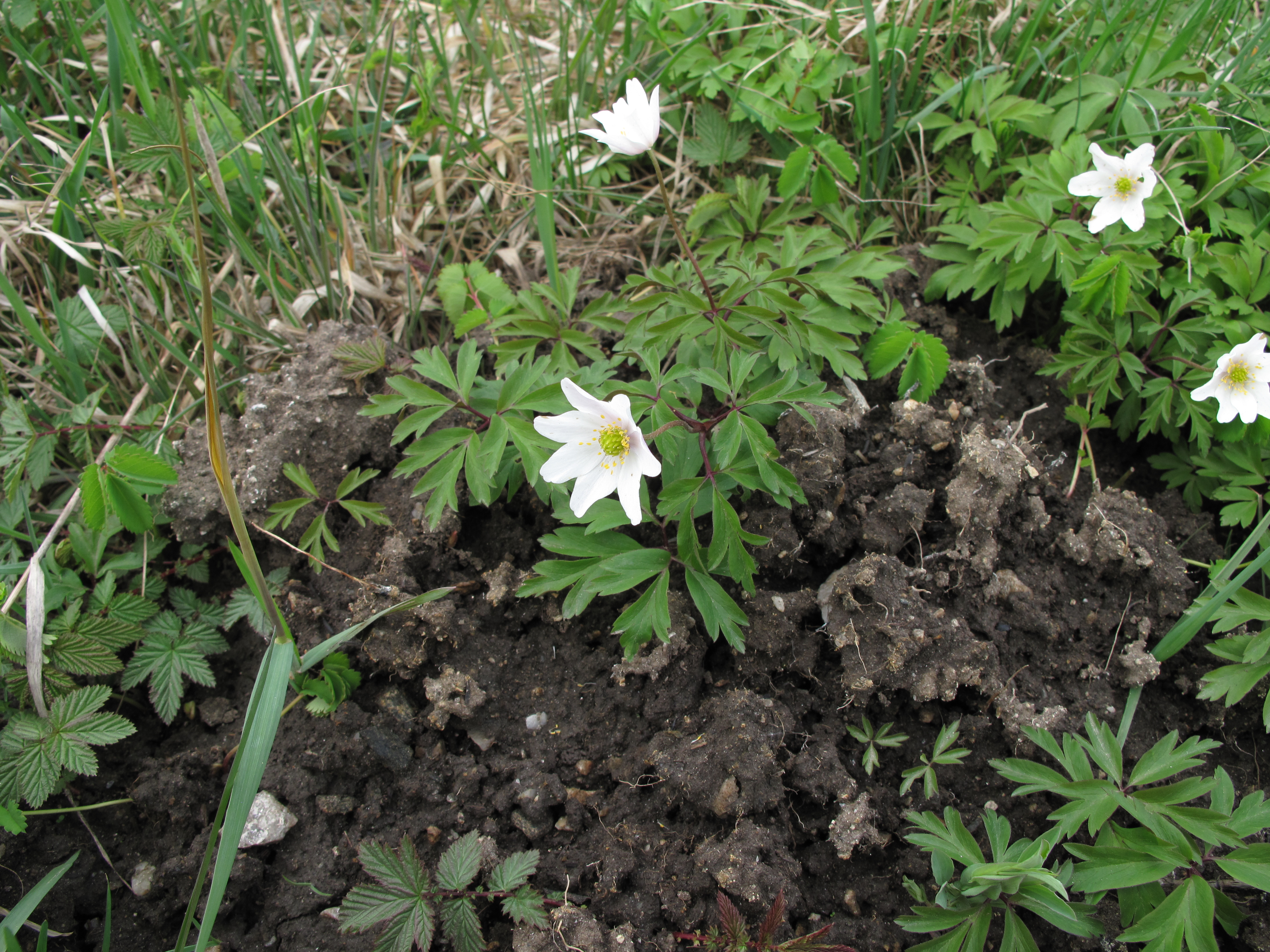
Květiny v okolí řeky